# Arciděkanství (Kutná Hora)
Arciděkanství nebo také Vysokokostelská škola se nachází v ulici Jakubské ve městě Kutná Hora, poblíž kostela sv. Jakuba Staršího a Vlašského dvora. Je chráněno jako kulturní památka České republiky.

## Historie

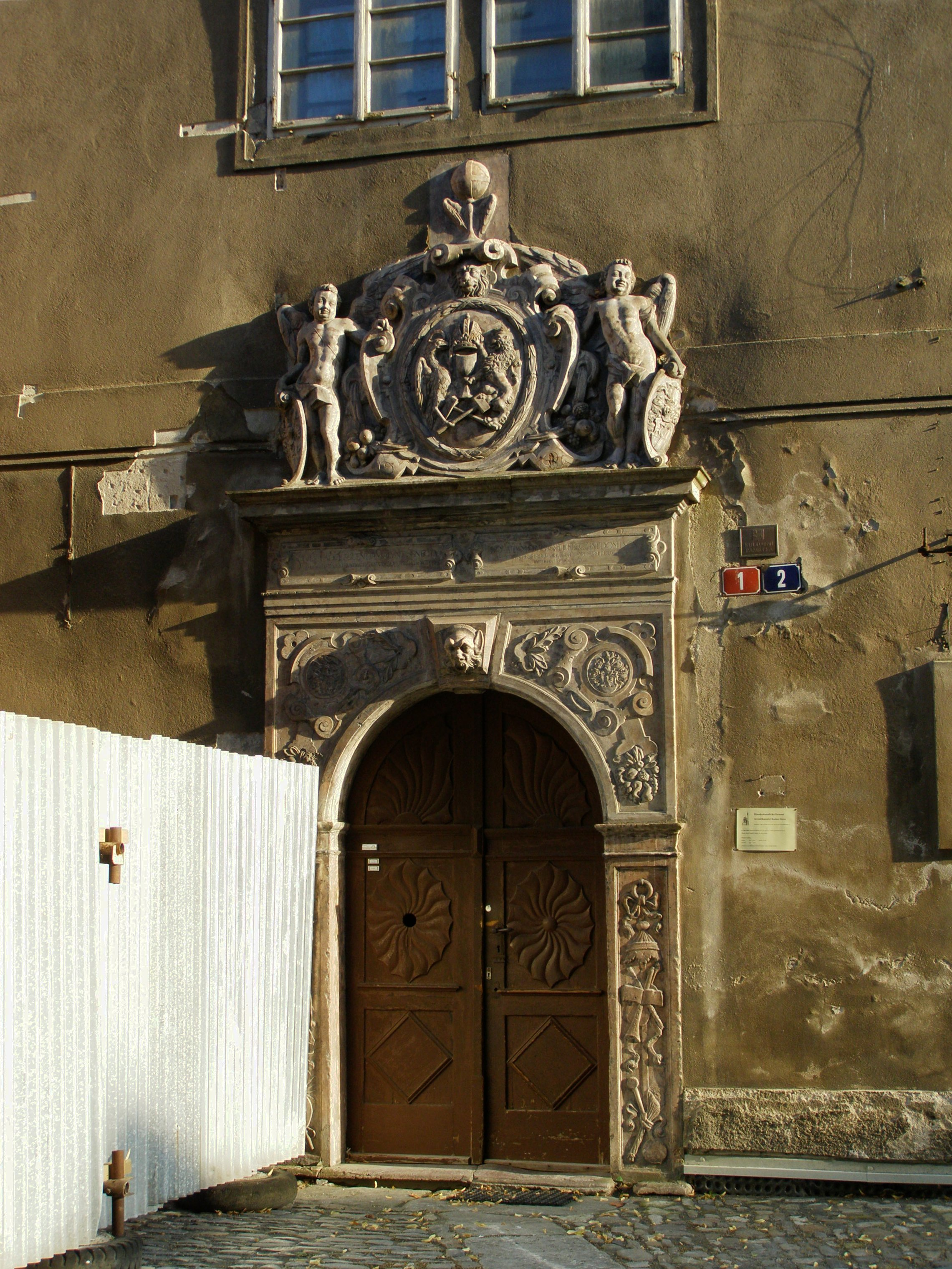
Arciděkanství - portál

Budova byla postavena v letech 1594-1595 s původním využití jako škola, tzv. u Vysokého kostela.
Škola ve městě existovala již dříve, první  písemně doložená zmínka o ní je z roku 1363, stávala někde v blízkosti  Vysokého (svatojakubského) kostela. V roce 1442 byla postavena škola nová – původní zřejmě zanikla v husitské době, kdy byla Kutná Hora zdevastována dvěma požáry. Tato škola – asi menší dřevěný objekt – byla utrakvistická, stejně jako po náboženské stránce celé město. V roce  1537 byla školní budova prostorově nedostačující a natolik sešlá, že hrozila sesutím. Vyvstávala proto nutnost zřídit novou budovu, městu se však pro finanční náročnost do stavby příliš nechtělo.
Ke stavbě se přikročilo z podnětu tehdejšího primátora Zikmunda Kozla z Riesenthalu a královského rychtáře Mikuláše Vodňanského z Čazarova,  ti oba na stavbu finančně přispěli. Finance byly získávány i z veřejných sbírek. Průběh stavebních prací a ceny materiálu (vápno, dříví, prkna, kámen, šindele, písek) konkrétně zachycuje dochovaný „Počet z příjmů  a vydání na vystavení školy u Vysokého kostela“ z roku 1596. Celková suma výdajů činila  1475 kop grošů českých. Stará škola se začala postupně bourat od roku 1594  a zároveň se začalo se stavbou  budovy nové (vyučování se na nutnou dobu přesunulo do Vlašského dvora).
Na jaře 1596 probíhaly poslední dokončovací práce. Nová budova byla jednopatrová a ve své době patřila k největším a nejhonosnějším. V přízemí vynikala klenutá chodba, v patře velký sál s trámovým stropem. Nad hlavní římskou nad průčelími byla ozdobná atika. Budova byla kryta pěti sedlovými  a dvěma pultovými střechami, které byly kladeny od severu k jihu. Interiéry a fasáda byly ozdobeny malbami. Škola měla šest tříd  a po stránce vzdělávání měla vysokou úroveň. Dokumentuje to i skutečnost, že na ní v letech 1600-1603 působil jako „vrchní správce“  přední vzdělanec své doby M. Jan Campanus Vodňanský  (z Kutné Hory byl povolán na pražskou univerzitu).
Nad renesanční portál vchodu do budovy byl umístěn latinský citát z Cicerona o ceně vzdělání a kutnohorský městský znak z doby husitské (s kalichem) a hlavním symbolem – dvěma zkříženými havířskými kladívky.
Důležitým mezníkem v historii budovy  je druhá polovina 17. století, kdy byla přestavována  pro účely fary – arciděkanství. V roce 1673 se škola stěhovala do čp. 15 (rovněž v blízkosti Vysokého kostela), kde byla doposud fara, došlo tedy k výměně mezi školou a farou (smlouva o směně je z 1. 10. 1676). Význam školy u Vysokého kostela v této době poklesl, protože jí zdárně konkurovala jezuitská škola u sv. Barbory.
Peníze na přestavbu budovy na faru byly mimo jiné získány  z prodeje  utrakvistických far u Matky Boží a u sv. Bartoloměje. Stav  dosavadní školy byl dost špatný a vyžadoval si, kromě nutných úprav v době předání, i větší stavební zásahy. K nim došlo v letech 1692-1695. Byla odstraněna atika a upravena průčelí, nad západním byly postaveny dva štíty a byly položeny dvě dlouhé sedlové střechy. Budova byla přizpůsobena  pro pohled od západu, od jezuitské koleje. Bylo rozšířeno východní křídlo a na něm vztyčen štít (štíty nad vstupní frontou byly odstraněny).
Štěstím pro farní budovu  bylo, že jí neublížily dva velké požáry ve městě – v roce 1770 (tehdy shořela např. radnice) a pak v roce 1823. Ten však již budovu přímo ohrožoval a uchránila ji pouze statečnost hasičů, kteří „holýma rukama“ strhli již hořící střechu na kostele sv. Jakuba.
Dalšího většího  stavebního zásahu se arciděkanství dočkalo koncem 19. a na přelomu 19. a 20. století v souvislosti s celkovou restaurací významných budov ve městě, která je spojována především se jmény architektů Mockera a Láblera. Tehdy byla vyměněna střešní konstrukce a dána nová střešní krytina a k úpravám došlo i uvnitř budovy, bylo např. instalováno nové schodiště, zřízen byt kněze atd.
Průběžné opravy a úpravy pokračovaly i nadále – např. v roce 1933 byla pořízena nová fasáda, později byly opraveny terasní a hradební zeď (v ní byla prolomena vrata na dvůr) apod. K drobným, především zajišťovacím, opravám docházelo průběžně i později.
Budova přešla v roce 2007 z vlastnictví Města Kutná Hora do vlastnictví Římskokatolické farnosti – arciděkanství Kutná Hora a stále prochází postupnou rekonstrukcí.

### Program záchrany architektonického dědictví
V rámci Programu záchrany architektonického dědictví bylo v letech 1995-2014 na opravu památky čerpáno 4 555 000 Kč.
| rok    | 2009 | 2010 | 2011  | 2012 | 2013 | 2014 |
| ------ | ---- | ---- | ----- | ---- | ---- | ---- |
| částka | 500  | 830  | 1 225 | 800  | 600  | 600  |